# テオフィロ・クビジャス
テオフィロ・クビジャス（スペイン語発音: [teˈofilo kuˈβiʎas], 1949年3月8日 - ）は、ペルー・リマ・プエンテ・デ・ビエドラ出身の元サッカー選手、サッカー指導者。ポジションは攻撃的ミッドフィールダー。
ペルー代表としては81試合に出場し、史上最多の26得点を挙げた。1970 FIFAワールドカップでは準々決勝進出に貢献し、コパ・アメリカ1975では優勝した。1978 FIFAワールドカップでは再び準々決勝に進出した。FIFAワールドカップ本大会では2大会で5得点ずつ、計10得点を挙げた。
国際サッカー歴史統計連盟(IFFHS)の投票によってペルー史上最高の選手に選出されており、またIFFHSは世界トップ50にクビジャスを含めている。1972年には南米年間最優秀選手賞を受賞した。2004年には、ペレによってペルー人選手で唯一FIFA 100に選出された。2008年2月、ブラジルのFIFAワールドカップ初優勝からの50周年を記念して選考された「過去50年の南米ベストイレブン」に選出された。

## 経歴

### クラブ
その少年のような風貌からエル・ネネ（El Nene、坊や）というニックネームを持つ。16歳だった1966年、アリアンサ・リマからデビュー。アリアンサ在籍時の1966年と1970年にはプリメーラ・ディビシオンの得点王に輝いた。1972年にはコパ・リベルタドーレスで得点王となり、南米年間最優秀選手賞を受賞。
1973年、スイス・スーパーリーグのFCバーゼルに移籍金9万7000ポンドで移籍。1973-74シーズンのUEFAチャンピオンズカップでは2得点を挙げた。1974年夏、ポルトガル・スーペル・リーガのFCポルトに移籍金20万ポンドで移籍。
1979年、北米サッカーリーグ(NASL)のフォートローダーデール・ストライカーズと契約し、リーグ戦5シーズンで59得点を挙げた。1981年のロサンゼルス・アステクス戦では7分間でハットトリックを達成している。1984年にアリアンサ・リマに復帰し、ユナイテッドサッカーリーグ(USL)のサウスフロリダ・サンフォートラーダーデールを経て、1987年5月、アメリカン・サッカーリーグ(ASL)のフォートローダーデール・ストライカーズと契約。1988年にはタイトル獲得まであと一歩に迫ったが、ワシントン・ディプロマッツに敗れて優勝を逃した。ディプロマッツ戦後、ストライカーズはクビジャスを放出。1989年3月、マイアミ・シャークスと契約したが、8試合に出場してわずか1得点に終わり、7月3日に放出された。その後はオーストラリアに渡り、ゴールドコースト・リーグのミラマール・イルシオネスでアマチュア選手としてプレーを続けた。

### 代表
3度のFIFAワールドカップに出場し、最初の2大会では5得点ずつを挙げている。5ゴール以上を記録した大会が2度以上ある選手は他にミロスラフ・クローゼとトーマス・ミュラーのみである。1970年代のFIFAワールドカップの歴史を象徴する選手のひとりに数えられている。メキシコで開催された1970 FIFAワールドカップでは4試合すべてで得点し、ペルー代表の上位進出に貢献した。1次リーグではブルガリア戦、モロッコ戦（2得点）、西ドイツ戦で得点し、準々決勝では結果的に優勝するブラジル相手に得点したが、ブラジルに敗れて準々決勝敗退となった。クビジャス自身は5得点で得点ランキング3位となった。大会の最優秀若手選手賞を受賞し、ジャイルジーニョ、ゲルト・ミュラーに次ぐ得点数でブロンズブーツ（得点ランキング3位）を受賞した。クビジャスは大会のオールスターチームに選ばれ、ブラジル代表のペレは自身の後継者とみなした。
1974 FIFAワールドカップは南米予選で敗退したが、翌年のコパ・アメリカ1975ではペルー代表に2度目のタイトルをもたらした。クビジャスは準決勝のブラジル戦で得点し、決勝プレーオフにも出場した。アルゼンチンで開催された1978 FIFAワールドカップでは5得点を挙げ、アルゼンチン代表のマリオ・ケンペスに次いで得点ランキング2位となった。1次リーグ初戦のスコットランド戦では直接フリーキックによる得点を含めて2得点を挙げ、イラン戦では2つのPK成功を含む3得点を挙げてハットトリックを達成した。ペルー代表は準々決勝に駒を進めたが、8年前のメキシコの時と同様に、ブラジル、ポーランド、アルゼンチンと強豪が揃った2次リーグでは3戦全敗に終わった。クビジャスは1次リーグからの6戦全てに出場している。
1982 FIFAワールドカップに出場したペルー代表にはクビジャスの他にセサル・クエト、ホセ・ベラスケス、フリオ・セサル・ウリベなどの選手を擁していたが、1次リーグではカメルーン戦 (0-0) とイタリア戦 (1-1) に引き分け、ポーランド戦(1-5)に敗北。3試合で勝ち点2を獲得したのみで、1次リーグ敗退となった。敗退から1ヶ月後、クビジャスはペルー代表からの引退を発表した。

### 現役引退後
アメリカ・フロリダ州・コーラルスプリングスに在住し、少年サッカースクールを運営している。また、サッカー解説者としても活動している。

## 所属クラブ
- 1964-1973  アリアンサ・リマ
- 1973  FCバーゼル
- 1973-1977  FCポルト
- 1977-1978  アリアンサ・リマ
- 1979-1983  フォートローダーデール・ストライカーズ
- 1984  サウスフロリダ・サンフォートラーダーデール
- 1984  アリアンサ・リマ
- 1985  サウスフロリダ・サンフォートラーダーデール
- 1987  アリアンサ・リマ

## タイトル

### クラブ
- アリアンサ・リマ

プリメーラ・ディビシオン 優勝 (2) : 1977, 1978
- FCバーゼル

スイス・リーグカップ 優勝 (1) : 1973
- FCポルト

スーペル・リーガ 準優勝 (1) : 1975
タッサ・デ・ポルトガル 優勝 (1): 1977
- FLストライカーズ

北米サッカーリーグ 準優勝 (1) : 1981
- サウスフロリダ・サン

ユナイテッドサッカーリーグ 優勝 (1): 1985

### 代表
- ペルー代表

コパ・アメリカ 優勝 (1) : 1975

### 個人
タイトル
- ペルービアン・プリメーラ・ディビシオン 得点王 (2) : 1966, 1970[8]
- 1970 FIFAワールドカップ 最優秀若手選手賞
- 1970 FIFAワールドカップ オールスターチーム
- 1970 FIFAワールドカップ ブロンズブーツ
- コパ・リベルタドーレス 得点王 (1) : 1972
- 南米年間最優秀選手賞 (1) : 1972
- 南米サッカー連盟(CONMEBOL) オールスターチーム: 1973[20]
- コパ・アメリカ1975 最優秀選手賞
- 1978 FIFAワールドカップ シルバーブーツ
- 1978 FIFAワールドカップ オールスターチーム
- 北米サッカーリーグ オールスターチーム (2) : 1980, 1981[21]
- 北米サッカーリーグ 最優秀ミッドフィールダー (1) : 1981

選出
- IFFHS選出 20世紀世界最優秀選手 48位 : 1999
- フランス・フットボール誌選出 「FIFAワールドカップ（1930-1990）トップ100選手」 : 2000[22]
- ワールドサッカー誌選出 「100人の偉大なサッカー選手」 : 2000[23]

- プラカール誌選出「20世紀の100選手」 : 2000[24]
- プラカール誌選出 「FIFAワールドカップの100選手」 : 2000[25]
- FIFA 100 : 2004
- CONMEBOL選出 オールスターチーム（1958-2008） : 2008 [26]

## 個人成績

### クラブでの出場記録
| クラブ成績 | クラブ成績           | クラブ成績         | リーグ | リーグ | カップ       | カップ                        | 国際大会       | 国際大会       | 通算 | 通算 |
| シーズン   | クラブ               | リーグ             | 出場   | 得点   | 出場         | 得点                          | 出場           | 得点           | 出場 | 得点 |
| ペルー     | ペルー               | ペルー             | リーグ | リーグ | カップ       | カップ                        | 南米           | 南米           | 通算 | 通算 |
| ---------- | -------------------- | ------------------ | ------ | ------ | ------------ | ----------------------------- | -------------- | -------------- | ---- | ---- |
| 1966       | アリアンサ・リマ     | プリメーラ         | ?      | ?      | –            | –                             | ?              | ?              | ?    | ?    |
| 1967       | アリアンサ・リマ     | プリメーラ         | ?      | ?      | –            | –                             | –              | –              | ?    | ?    |
| 1968       | アリアンサ・リマ     | プリメーラ         | ?      | ?      | –            | –                             | –              | –              | ?    | ?    |
| 1969       | アリアンサ・リマ     | プリメーラ         | ?      | ?      | –            | –                             | –              | –              | ?    | ?    |
| 1970       | アリアンサ・リマ     | プリメーラ         | ?      | ?      | –            | –                             | –              | –              | ?    | ?    |
| 1971       | アリアンサ・リマ     | プリメーラ         | ?      | ?      | –            | –                             | –              | –              | ?    | ?    |
| 1972       | アリアンサ・リマ     | プリメーラ         | ?      | ?      | –            | –                             | ?              | ?              | ?    | ?    |
| 1973       | アリアンサ・リマ     | プリメーラ         | ?      | ?      | –            | –                             | –              | –              | ?    | ?    |
| スイス     | スイス               | スイス             | リーグ | リーグ | スイス杯     | スイス杯                      | ヨーロッパ     | ヨーロッパ     | 通算 | 通算 |
| 1973-74    | FCバーゼル           | スーパーリーグ     | ?      | ?      | ?            | ?                             | ?              | 2              | ?    | ?    |
| ポルトガル | ポルトガル           | ポルトガル         | リーグ | リーグ | ポルトガル杯 | ポルトガル杯                  | ヨーロッパ     | ヨーロッパ     | 通算 | 通算 |
| 1973-74    | FCポルト             | スーペル・リーガ   | 12     | 4      | 2            | 2                             | -              | -              | 14   | 6    |
| 1974-75    | FCポルト             | スーペル・リーガ   | 30     | 9      | 4            | 4                             | 4              | 2              | 38   | 15   |
| 1975-76    | FCポルト             | スーペル・リーガ   | 29     | 28     | 5            | 3                             | 4              | 4              | 38   | 35   |
| 1976-77    | FCポルト             | スーペル・リーガ   | 14     | 7      | 2            | 1                             | 2              | 1              | 18   | 9    |
| ペルー     | ペルー               | ペルー             | リーグ | リーグ | カップ       | カップ                        | 南米           | 南米           | 通算 | 通算 |
| 1977       | アリアンサ・リマ     | プリメーラ         | 32     | 23     |              |                               |                |                | 32   | 23   |
| 1978       | アリアンサ・リマ     | プリメーラ         | 15     | 12     |              |                               | 10             | 7              | 25   | 19   |
| アメリカ   | アメリカ             | アメリカ           | リーグ | リーグ | USオープン杯 | USオープン杯                  | 北中米カリブ海 | 北中米カリブ海 | 通算 | 通算 |
| 1979       | FLストライカーズ     | 北米サッカーリーグ | 32     | 16     | —            | –                             | –              | —              | 32   | 16   |
| 1980       | FLストライカーズ     | 北米サッカーリーグ | 34     | 18     | –            | –                             | –              | –              | 34   | 18   |
| 1981       | FLストライカーズ     | 北米サッカーリーグ | 34     | 19     | –            | –                             | –              | –              | 34   | 19   |
| 1982       | FLストライカーズ     | 北米サッカーリーグ | 18     | 4      | –            | –                             | –              | –              | 18   | 4    |
| 1983       | FLストライカーズ     | 北米サッカーリーグ | 23     | 8      | –            | –                             | –              | –              | 23   | 8    |
| ペルー     | ペルー               | ペルー             | リーグ | リーグ | カップ       | カップ                        | 南米           | 南米           | 通算 | 通算 |
| 1984       | アリアンサ・リマ     | プリメーラ         | 4      | 4      |              |                               |                |                | 4    | 4    |
| アメリカ   | アメリカ             | アメリカ           | リーグ | リーグ | USオープン杯 | USオープン杯                  | 北中米カリブ海 | 北中米カリブ海 | 通算 | 通算 |
| 1985       | サウスフロリダ・サン | USL                | 2      | 1      | –            | –                             | –              | –              | 2    | 1    |
| ペルー     | ペルー               | ペルー             | リーグ | リーグ | カップ       | カップ                        | 南米           | 南米           | 通算 | 通算 |
| 1987       | アリアンサ・リマ     | プリメーラ         | 13     | 3      |              |                               |                |                | 13   | 3    |
| アメリカ   | アメリカ             | アメリカ           | リーグ | リーグ | USオープン杯 | USオープン杯                  | 北中米カリブ海 | 北中米カリブ海 | 通算 | 通算 |
| 1988       | FLストライカーズ     | ASL                | ?      | 7      | –            | –                             | –              | –              | ?    | 7    |
| 通算       | ペルー               | ペルー             | 233    | 152    | 0            | 0\|\|\|16\|\|13\|\|249\|\|165 |                |                |      |      |
| 通算       | スイス               | スイス             | 10     | 3      | 2            | 2                             | 2              | 2              | 14   | 7    |
| 通算       | ポルトガル           | ポルトガル         | 85     | 48     | 13           | 10                            | 10             | 7              | 108  | 65   |
| 通算       | アメリカ             | アメリカ           | 163    | 75     | 0            | 0\|\|\|0\|\|0\|\|163\|\|75    |                |                |      |      |
| 総通算     | 総通算               | 総通算             | 491    | 278    | 15           | 12\|\|\|28                    | 22             | 534            | 312  |      |

注記: 国内リーグの記録にはNASLのプレーオフの出場試合数も含む。

### 代表での得点
| #   | 日時       | 場所                   | 相手             | スコア | 結果 | 大会                              |
| --- | ---------- | ---------------------- | ---------------- | ------ | ---- | --------------------------------- |
| 1.  | 1969-07-17 | ボゴタ                 | コロンビア       | 2–1    | 3–1  | 親善試合                          |
| 2.  | 1969-09-07 | リマ                   | パラグアイ       | 1–0    | 2–1  | 親善試合                          |
| 3.  | 1969-09-07 | リマ                   | パラグアイ       | 2–0    | 2–1  | 親善試合                          |
| 4.  | 1969-08-17 | リマ                   | ボリビア         | 2–0    | 3–0  | 1970 FIFAワールドカップ・南米予選 |
| 5.  | 1970-07-02 | リマ                   | チェコスロバキア | 2–1    | 2–1  | 親善試合                          |
| 6.  | 1970-09-02 | リマ                   | ルーマニア       | 1–1    | 1–1  | 親善試合                          |
| 7.  | 1970-02-24 | リマ                   | ブルガリア       | 1–2    | 5–3  | 親善試合                          |
| 8.  | 1970-06-02 | レオン                 | ブルガリア       | 3–2    | 3–2  | 1970 FIFAワールドカップ           |
| 9.  | 1970-06-06 | レオン                 | モロッコ         | 1–0    | 3–0  | 1970 FIFAワールドカップ           |
| 10. | 1970-06-06 | レオン                 | モロッコ         | 3–0    | 3–0  | 1970 FIFAワールドカップ           |
| 11. | 1970-06-10 | リマ                   | 西ドイツ         | 1–2    | 1–3  | 1970 FIFAワールドカップ           |
| 12. | 1970-06-14 | グアダラハラ           | ブラジル         | 2–3    | 2–4  | 1970 FIFAワールドカップ           |
| 13. | 1972-04-05 | メキシコシティ         | メキシコ         | 1–1    | 1–2  | 親善試合                          |
| 14. | 1972-04-23 | ブカレスト             | ルーマニア       | 1–1    | 2–2  | 親善試合                          |
| 15. | 1973-03-04 | リマ                   | グアテマラ       | 2–0    | 5–1  | 親善試合                          |
| 16. | 1973-03-04 | リマ                   | グアテマラ       | 4–1    | 5–1  | 親善試合                          |
| 17. | 1973-04-23 | リマ                   | パナマ           | 3–0    | 4–0  | 親善試合                          |
| 18. | 1975-08-20 | リマ                   | チリ             | 2–0    | 3-1  | コパ・アメリカ1975                |
| 19. | 1975-09-30 | ベロオリゾンテ         | ブラジル         | 2–0    | 3–1  | コパ・アメリカ1975                |
| 20. | 1977-07-17 | サンティアゴ・デ・カリ | ボリビア         | 2–0    | 5–0  | 1978 FIFAワールドカップ・南米予選 |
| 21. | 1977-07-17 | サンティアゴ・デ・カリ | ボリビア         | 3–0    | 5–0  | 1978 FIFAワールドカップ・南米予選 |
| 22. | 1978-06-03 | コルドバ               | スコットランド   | 2–1    | 3–1  | 1978 FIFAワールドカップ           |
| 23. | 1978-06-03 | コルドバ               | スコットランド   | 3–1    | 3–1  | 1978 FIFAワールドカップ           |
| 24. | 1978-06-11 | コルドバ               | イラン           | 2–0    | 4–1  | 1978 FIFAワールドカップ           |
| 25. | 1978-06-11 | コルドバ               | イラン           | 3–0    | 4–1  | 1978 FIFAワールドカップ           |
| 26. | 1978-06-11 | コルドバ               | イラン           | 4–1    | 4–1  | 1978 FIFAワールドカップ           |